# Andrzej Kozłowski
Andrzej Kozłowski (Kiev, URSS, 29 de junio de 1968) es un deportista polaco que compitió en halterofilia.
Ganó cuatro medallas en el Campeonato Europeo de Halterofilia entre los años 1993 y 2003. Participó en los Juegos Olímpicos de Barcelona 1992, ocupando el cuarto lugar en la categoría de 75 kg.

## Palmarés internacional
| Campeonato Europeo | Campeonato Europeo | Campeonato Europeo | Campeonato Europeo |
| Año                | Lugar              | Medalla            | Categoría          |
| ------------------ | ------------------ | ------------------ | ------------------ |
| 1993               | Sofía (Bulgaria)   | Medalla de bronce  | 76 kg              |
| 1995               | Varsovia (Polonia) | Medalla de oro     | 76 kg              |
| 1999               | La Coruña (España) | Medalla de bronce  | 77 kg              |
| 2003               | Lutraki (Grecia)   | Medalla de bronce  | 77 kg              |